# Claudiu Năsui
Claudiu Iulius Gavril Năsui (n. 5 mai 1985, București, România) este un politician român și economist, deputat în Parlamentul României, ales în 2016 în circumscripția București. În 2021, a fost ministru al Economiei în cadrul Guvernului Florin Cîțu.

## Biografie
Claudiu Năsui a urmat cursurile Liceului Francez Anna-de-Noailles, după care a terminat licența la Universitatea Paris Dauphine și a absolvit un Master în finanțe la Universitatea Luigi Bocconi.
Claudiu Năsui deține certificarea financiară CFA, fiind primul parlamentar român și primul membru al guvernului care a deținut această certificare.

## Activitate profesională
Înainte de a intra în politică, Claudiu Năsui a lucrat pentru mai multe firme din domeniul financiar. Cele mai cunoscute fiind PricewaterhouseCoopers și Banca Comercială Română.

## Activitate non-profit
În 2011, Claudiu Năsui a fondat asociația Societatea pentru Libertate Individuală, alături de care a desfășurat numeroase proiecte de educație economică. Cele mai cunoscute fiind seria de seminarii pentru liceeni, Economy Works, și platforma de transparență bugetară, Open Budget.

## Activitate politică
În 2016, Claudiu Năsui a fost ales deputat pentru circumscripția București ocupând locul 6 pe lista partidului Uniunea Salvați România. În 2020, a candidat din nou din partea aceluiași partid deschizând lista pentru Camera deputaților.
În 2020, Claudiu Năsui devine cel mai tânăr membru al Guvernului Florin Cîțu, conducând Ministerul Economiei, Antreprenoriatului și Turismului. Și-a dat demisia din funcția de ministru odată ce partidul Uniunea Salvați România și-a retras sprijinul pentru guvern.
Printre legile promovate de el se află:
- Eliminarea avizului vecinilor la înființarea unei firme[11] sau ONG;[12]
- Deductibilitatea costului caselor de marcat din impozitul datorat;[13]
- Eliminarea limitării la deținerea unei singure firme ca acționar unic;[14]
- Eliminarea obligației prezentării planului cadastral la înființarea unei firme;[15]
- Eliminarea foii de vărsământ la înființarea unei firme;[16]
- Restrângerea obligativității declarației de beneficiar real;[17]
- Eliminarea situațiilor financiare semestriale;[18]
- Eliminarea obligativității raportului de evaluare la plata impozitelor pe clădiri cu destinație mixtă;[19]
- Eliminarea foii de „adaos” comercial și a amenzilor aferente;[20]
- Obligarea Regiei Autonome a Monitorului Oficial de a publica legile în format .pdf.[21]